# 525. vojaškoobveščevalna brigada (zračnoprevozna)
525. vojaškoobveščevalna brigada (zračnoprevozna) (izvirno angleško 525th Military Intelligence Brigade (Airborne)) je vojaškoobveščevalna brigada Kopenske vojske Združenih držav Amerike.

## Odlikovanja
- 4x Meritorious Unit Commendation